# Claude de Cabannes
Claude de Cabannes (né à Aix-en-Provence en 5 août 1695 et mort à Gap le 10 septembre 1741) est un ecclésiastique qui fut évêque de Gap de 1738 à 1741.

## Biographie
Claude de Cabannes nait à Aix-en-Provence. Il est le 4e fils de Melchior de Cabannes « écuyer » et d'Isabeau de Cabres de Roquevaire. Il se destine très tôt à l'Église et dès son ordination il devient le vicaire de l'un ses ainés Philippe (1694-1747) qui est curé depuis 1720 de la paroisse du Saint-Esprit à Aix. Dans cette fonction il se fait remarquer par l'archevêque Jean-Baptiste de Brancas qui en fait son vicaire général et son official. Par un brevet du Roi reçu le 1er novembre 1738, il est désigné comme évêque de Gap. Il est confirmé le 22 juin 1739 et consacré en août à Aix-en-Provence par l'archevêque. Il se rend à Paris prêter le serment de fidélité au monarque et fait son entrée à Gap le 5 décembre. Il meurt dès le 10 septembre 1741 après un commencement d'épiscopat prometteur et il est inhumé dans sa cathédrale.